# Преподобни Козма Печерски
Козма Печерски, Козма Јахромски (18. фебруара 1492.  Небилоје (данас Јурјев-Пољски округ Владимирске области)) - игуман Руске православне цркве, оснивач Свето-Успенског манастира Козме Јахромског. Канонизован је од стране Руске православне цркве.

## Биографија
Козма Јахромски је рођен у породици бојара који су живели у границама данашње Владимирске области, између градова Владимира и Јурјева. У младости се нашао у служби једне племените бојарске породице, где је добио добро образовање за оно време.
Постоји легенда да се једног дана тешко разболео бојарин коме је Козма служио. У потрази за доктором селио се из једног града у други. Током ноћења на реци Јахроми, будући монах је на дрвету открио икону Пресвете Богородице. Откривена икона је могла да исцели нејаког бојара. Убрзо након тога, Козма је отишао у Кијев и замонашио се у Кијево-Печерском манастиру.

## Успенски сабор Јахромског манастира
Годинама касније, Козма је одлучио да овековечи догађаје повезане са појавом иконе. 40 миља од Владимира, 1482. или 1483. године подигао је камену цркву у част Успења Господњег, која је послужила као почетак оснивања Свето-Успенског манастира. Козма је изабран за њеног игумана.

### Контроверзе око датума смрти
Према званичној верзији, Козма је преминуо у дубокој старости 18. фебруара 1492. године и сахрањен је у манастиру који је основао. Истраживачи још увек расправљају о хронологији живота Козме Јахромског, неки подаци су контрадикторни. Званична година светитељеве смрти је 1492, али у свим првим изворима у којима се помиње име Козме, укључујући и „Житије“, овај датум није наведен. Према другим изворима, преминуо је између 1464. и 1473. године, односно око 1430. године.
Један историчар је сугерисао да је прави датум светитељеве смрти двадесете или средина 15. века.

## Сећање и поштовање
Православна црква га обележава и 14 (27) октобра, на дан прослављања иконе која се јавила православном светитељу. Житије светог Козме написао је Григорије, монах суздалског Спасо-Јевфимијевског манастира, у првој половини 16. века. Постоји неколико примерака овог записа: Петроградска богословска академија, Погодински, Уваровски и Волински, који сви датирају из 17. века и удаљени су неколико деценија од писања оригиналног текста,
Мошти светитеља су положене под крипту у Успенској цркви манастира, у манастиру који је он основао. Постоје писани извештаји о два исцељења од моштију. Један од њих каже да је после пет дана боравка на гробу светитеља човек који је патио од душевне помућености био излечен од своје болести.